# LOVE&DEAD
『LOVE&DEAD』（ラブアンドデッド）は、2008年4月25日にライアーソフトから発売されたアダルトゲーム。
ライアーソフトの第23作であり、学園青春ADVと銘打っている「B級エンタテイメント」を目指したB級ソフト

である。

## 作品概要
『LOVE&DEAD』は、ライアーソフトが過去に発表した『LOVE&D 風太編』（ラブアンドディー ふうたへん）、『LOVE&D ロミオ編』（ラブアンドディー ロミオへん）、『LOVE&D 佐村編』（ラブアンドディー さむらへん）、『LOVE&DEAD 追加データパック』（ラブアンドデッド ついかデータパック）を店頭販売専用のフルパッケージとして全てが収録されている。
風太編、ロミオ編、佐村編とシナリオが分かれているが、登場する人物や舞台は同じである。また、それぞれ主人公が異なり、攻略出来るヒロインも異なっている。
若干の残酷描写を含み、簡単に主人公やヒロインが死ぬ。
学園祭編は『B級企画 L&D』（Bきゅうきかく エルアンドディー）としてコミックマーケットおよびファンクラブ限定で発売された。

## 登場人物
飛井風太
風太編の主人公で美育学園2年C組の学生、優柔不断で臆病で典型的なネット弁慶である。
同じクラスの米尾羽里が好きだが、告白できないで居る。
「鳩ブログ。」では†MAX†というハンドルネームを使用している。
元ネタは映画監督のトビー・フーパーである。
庄司ロミオ
ロミオ編の主人公で美育学園2年C組の担任であり、庄司園美の従弟。
見た目は主人公タイプではあるが、直ぐに保身や自己弁護に走る青年。
何かと直ぐに死ぬ。
「鳩ブログ。」ではお芋Rというハンドルネームを使用している。
元ネタは映画監督のジョージ・A・ロメオである。
佐村海
佐村編の主人公で大学生モデル。
毎日のように幼馴染の西輪鳩子にプロポーズを続けている。
「鳩ブログ。」ではサムラというハンドルネームを使用している。
元ネタは映画監督のサム・ライミである。
米尾羽里（声：吉川華生）
風太編のヒロインで美育学園2年C組の学生、赤面症で嫉妬深い。
風太に告白できないで居る。
「鳩ブログ。」ではほりPというハンドルネームを使用している。
元ネタはバイオハザードである。
四位葉月（声：中家志穂）
風太編、ロミオ編のヒロインで美育学園2年C組の学生。
貞操観念皆無だが、面倒見の良い少女。
元ネタはシーバーズである。
庄司園美（声：金田まひる）
風太編、ロミオ編、佐村編のヒロインで美育学園2年C組の学生。
ロミオの従姉だが、何十年も留年を繰り返している。
ゾンビで有り、美育学園の象徴的存在である。
ハチポチ -Liar&raiL FanDisk-の世界設定コラムにて撃ち殺された殿堂入りの男・新橋テツユキを食べてしまった。
「鳩ブログ。」ではその3というハンドルネームを使用している。
秦理音（声：一色ヒカル）
ロミオ編のヒロインで美育学園の理事長。
在学時は庄司園美の同級生だった。
「鳩ブログ。」では姫にゃん♪というハンドルネームを使用している。
元ネタはバタリアン。
西輪鳩子（声：桜川未央）
佐村編のヒロインで美育学園2年C組の学生であり、マッドサイエンティストでもある。
メガネっ娘で感情表現はほとんど現さない。
庄司園美の身体のメンテナンスを行っている。
「鳩ブログ。」を公開している。
ハチポチ -Liar&raiL FanDisk-の世界設定コラムにて殿堂入りの男・新橋テツユキを散弾銃で撃ち殺している。
元ネタは死霊のしたたりに登場するマッドサイエンティストのハーバート・ウェストである。
花王玲沙（声：渡会ななせ）
佐村編のヒロインでモデル兼女優。
佐村の一途な所に惚れている。
「鳩ブログ。」ではFKというハンドルネームを使用している。
元ネタは悪魔のいけにえに登場する殺人鬼のレザーフェイスである。
コロ
鳩子や葉月が面倒を見ている野良犬で、美育学園のマスコット的存在であるが、園美には敵意を剥き出しにしている。
おでん屋
主要登場人物9人とコロが良く行くおでん屋の親父。
プレイする度に顔が変わる。
盤平宇宙
風太のクラスメイトでちゅうさんと呼ばれている。
理事長に告白して玉砕。テニス留学でニューヨークへ行ってしまった。
元ネタはスペースヴァンパイアである。
堀田劾介
元ネタはポルターガイストである。
壁田慈恩
元ネタはジョン・カーペンターである。
上須加傘雄
元ネタはバイオハザードのアルバート＝ウェスカーである。
葵雷太
元ネタはブルーサンダーである。
垂水寧子
元ネタはターミネーターである。
城卯ひじき
元ネタは死霊のえじきである。
田名まちる
風太編に登場する3年生。
元ネタはスペースヴァンパイアに登場する吸血鬼のマチルダ・メイである。
新橋テツユキ
ハチポチ -Liar&raiL FanDisk-のアペンドシナリオに登場する2年C組の副担任の男であり、世界設定コラム第3回「LOVE&DEAD」「どすこい!女雪相撲」by石清水新一のインタビュア。
ライアーソフトファンクラブ会報のコーナー「B級の泉」に投稿をしていた会員である。
ファンクラブ会報にて初回の投稿の一部が採用され、本名でFDに登場する義務を背負ったが、本名ではなくペンネームでの登場となった。
ファンクラブ会報では鳩子に何度も殴られている。
ハチポチ -Liar&raiL FanDisk-の世界設定コラムでは散弾銃で撃たれ食べられている。
P.N.なし子
ハチポチ -Liar&raiL FanDisk-の世界設定コラム第3回「LOVE&DEAD」「どすこい!女雪相撲」by石清水新一に登場するインタビュア。
元ネタはライアーソフトファンクラブ会報のコーナー「B級の泉」に投稿をしていた会員である。
ファンクラブ会報にて初回の投稿の一部が採用され、本名でFDに登場する義務を背負ったが、世界設定コラムのみの登場となった。

## スタッフ
- 企画原案・シナリオ：岩清水新一
- 原画・キャラクターデザイン：和六里ハル
- モンタージュ・カトゥーン作成：忌野Lem
- 音楽：I.L.C.-Image Leaf Craft-
- 主題歌『恋してるし』
作詞・歌：Rita/作・編曲：Blueberry&Yogurt

## 鳩ブログ。
公式サイトのQRコードを使用することで見ることが出来たブログで、2007年の冬から2008年5月までの間に数々のネタが仕込まれていた。
西輪鳩子が作成したブログとして作成されており、主要登場人物がコメントを書き込んでいた。
殺人鬼編へのフラグが立った為、2008年の5月に更新が止まった。
レンタルのブログを用いていた為、2009年に消滅した。

## 予約特典
パッケージ版の予約購入者へは購入時に、ダウンロード版購入者へは、プレイ時に出現するパスワードをメールなどで送ることにより、
ラフスケッチやパッケージ、イベントビジュアルのラフや線画、書き下ろし漫画などが掲載された「LOVE&DEAD副読本」を入手することが出来た。

## FC特典シナリオ
ファンクラブ会員に配布された特典。この特典ディスクをインストールすることで「鳩ブログ。」及び「磐平ニューヨークへ行く。」の2つのおまけシナリオがプレイできる。

## ハチポチ -Liar&raiL FanDisk-
本作および下記9作品のファンディスクで、各作品がクロスオーバーするシナリオと各作品のアペンドシナリオの詰め合わせである。
- 赫炎のインガノック - what a beautiful people -
- 魔都拳侠傳 マスクド上海
- 漆黒のシャルノス -What a beautiful tomorrow-
- 水スペ 川野口探検隊 これが秘境だ!人類未到!立ちふさがる商店街!八鏡大学に隠された地球最大の謎を追え!!
- 白光のヴァルーシア～What a beautiful hopes～
- どすこい!女雪相撲 胸がドキドキ初場所体験
- 霞外籠逗留記
- 紅殻町博物誌
- 信天翁航海録

本編
各作品がクロスオーバーするオリジナルシナリオで、LOVE&DEADの主要登場人物は全員登場する。
一般購入者にはLOVE&DEADの殺人鬼編からの分岐シナリオ、ファンクラブ会員には会報のSSからの分岐シナリオという位置付けである。
アペンドシナリオ
LOVE&DEADがインストールされているPCに ハチポチ -Liar&raiL FanDisk-に収録されているアペンドシナリオをインストールすることでプレイできる新規シナリオ。
風太編、ロミオ編、佐村編があり、1つのシナリオを異なる視点でプレイすることが可能である。
ファンクラブ通販特典
ファンクラブ会報の「月刊うそ。」の特別号が特典として付き、普段の会報ではイラストを描いていない和六里ハルのイラストと岩清水新一によるショートストーリーが掲載されている。

## B級の泉
ファンクラブ会報の「月刊うそ。」に第27号から第39号までの間に存在したLOVE&DEADコーナーである。
投稿者が居なくなったら終了してしまうにもかかわらず、数年間続いた。
第29号からは会員の投稿を元に岩清水がショートストーリー等を書き忌野Lemがイラストを描いていた。
採用者へは、ファンディスクに本名で登場する権利や石清水新一とのMHP2Gプレイ権、FF14で一緒にクエスト権などが与えられた。
第33号では新橋テツユキ以外の投稿が無かった為、新橋テツユキは殿堂入りの男となり、第33号以降は岩清水にいじられていた。